# 千歳車塚古墳
千歳車塚古墳（ちとせくるまづかこふん）は、京都府亀岡市千歳町千歳車塚にある古墳。形状は前方後円墳。国の史跡に指定されている。
6世紀前半（古墳時代後期前半）の築造と推定され、古墳時代後期としては丹波地方で最大規模の古墳である。倭彦王（第14代仲哀天皇5世孫）の墓とする説がある。

## 概要

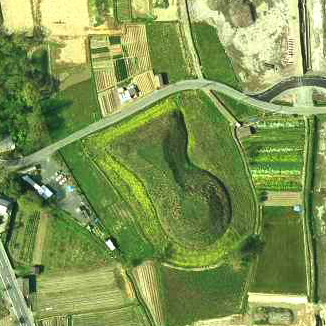
千歳車塚古墳の空中写真。

亀岡盆地東北部、稲築山から伸びる台地の先端部に築造された古墳である。これまでに周濠部分に関して数次の発掘調査が実施されている。
墳形は前方後円形で、前方部を北西方に向ける。墳丘は3段築成。墳丘長は現在約82メートルであるが、元は88メートル程度あったと見積もられる。前方部が発達しており、前方部幅が後円部直径を上回るという特徴を有する。墳丘の左くびれ部には造出を持つ可能性が指摘される。また他の外部施設として、墳丘外表には葺石・埴輪が認められている。墳丘周囲には2重の周濠が巡らされ、そのうち内濠（盾形周濠）の痕跡は現在にも墳丘周囲の一段低い平地として認められる。これら墳丘と周濠は墳丘主軸線に対して左右非対称で、かつ後述の「片直角型」をなすのが本古墳の最大の特徴になる。埋葬施設は未調査で、明らかではない。
この千歳車塚古墳は、後円部付近より出土した円筒埴輪から、古墳時代後期の6世紀前半頃の築造と推定される。築造当時としては丹波地方で最大規模で、近畿地方でも屈指の規模になる。律令制下では和銅6年（713年）に分国されるまで丹波国・丹後国は1つの国であったことから、本古墳の被葬者も丹波・丹後地域を統括する勢力を有したと推測される。また本古墳は古墳時代中期の伝統的な「片直角型」前方後円墳を採用し、同時期の大王墓で継体大王（継体天皇）真陵とされる今城塚古墳（大阪府高槻市）のような新しい「剣菱型」前方後円墳とは性格を異にするという特徴を有しており、一説に被葬者は継体大王と同格の皇位継承候補者であった倭彦王（仲哀天皇5世孫）に比定されている。本古墳の築造後は、当地で首長墓は営まれず、本古墳に続く首長墓は口丹波の他の地域に移された。
古墳域は1970年（昭和45年）に亀岡市指定史跡に指定されたのち、1982年（昭和57年）に国の史跡に指定された。現在では毎年春先に野焼きが行われる。なお周辺では、古代の磐座祭祀の面影を残す出雲大神宮（丹波国一宮）や、丹波国分寺跡・国分尼寺跡など律令制下の丹波国の中心施設が位置する。

## 遺跡歴
- 1970年（昭和45年）3月、亀岡市指定史跡に指定[7]。
- 1982年（昭和57年）12月18日、国の史跡に指定[8]。
- 2001年度（平成13年度）、第1次発掘調査。墳丘西側で2重周濠および外堤上の壇状施設を確認（亀岡市教育委員会）[9]。
- 2002年度（平成14年度）、第2次発掘調査。墳丘南側・北西側の周濠調査により、南東部での周濠の途切れを確認（亀岡市教育委員会）[10]。
- 2005年度（平成17年度）、第3次発掘調査。墳丘北東側の周濠調査により、墳丘東側での旧流路による周濠消滅を確認（亀岡市教育委員会）[11]。

## 墳丘

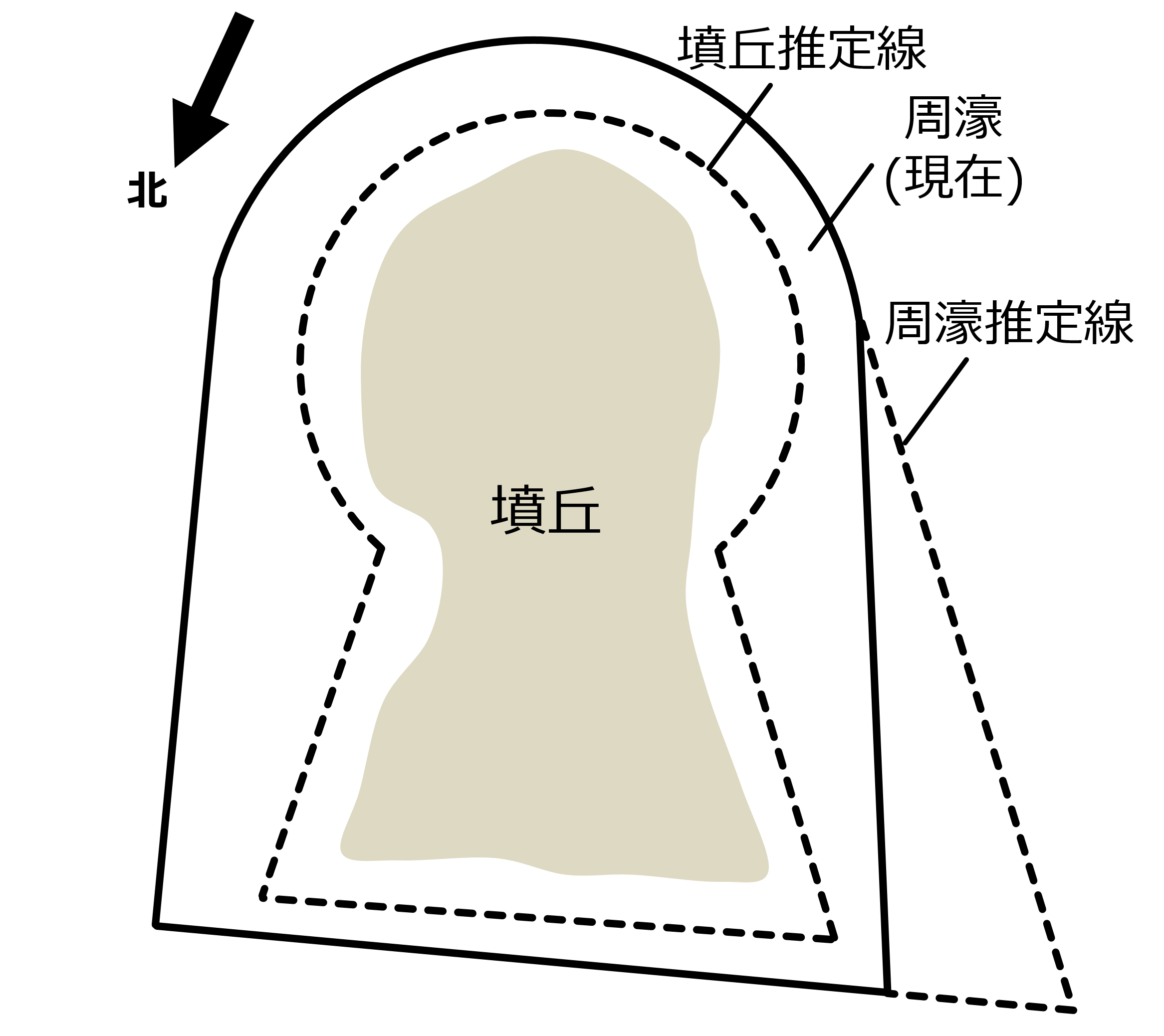
古墳復原図

墳丘の規模は次の通り。
- 墳丘長：約82メートル（推定復元約88メートル）
- 後円部 - 3段築成。
  - 直径：約46メートル（推定復元約54メートル）
  - 高さ：約7.5メートル
- 前方部 - 3段築成。
  - 幅：約49メートル（推定復元約62メートル）
  - 高さ：約7メートル

墳丘の裾周りは後世の削平を受けて高さ数メートルの崖状となっており、この削平により墳丘の第一段はほぼ失われたと見られている。上記の括弧内の数値は、円筒埴輪の出土地点に基づいて、墳丘第一段を3メートルほどと仮定した場合の推定復元値。
墳形は、墳丘主軸線と前方部前端が直交せず、左右非対称のいびつな前方後円形をなす。加えて周濠も後円部の同心円ではなく、周濠の片側側線と前方部正面線が直交する左右非対称形で、いわゆる「片直角型」を採る。地理的制約なく意図的に片直角型を採用する築造規格は、古墳時代中期に多く見られた特徴になる。これに対して、古墳時代後期の大王墓および地方有力首長墓では、今城塚古墳（大阪府高槻市）のように前方部前端が突出する「剣菱型」が新しく採用されていた。このことから、本古墳をそれら「新勢力」とは性格を異にする「旧勢力」の首長墓とする説がある。
墳丘周囲には、2重周濠が巡らされる（うち外濠は空濠か）。ただし墳丘東側では旧流路の形成によると見られる周濠の消滅が認められ、様相は詳らかでない。周濠の外堤西側では、くびれ部正面および前方部北西隅部分に張出し（壇状施設）が認められており、これらは人物埴輪を中心とする埴輪祭祀空間であったと推定されている。
なお発掘調査により、千歳車塚古墳周辺は弥生時代にも墓域であった可能性が指摘される。

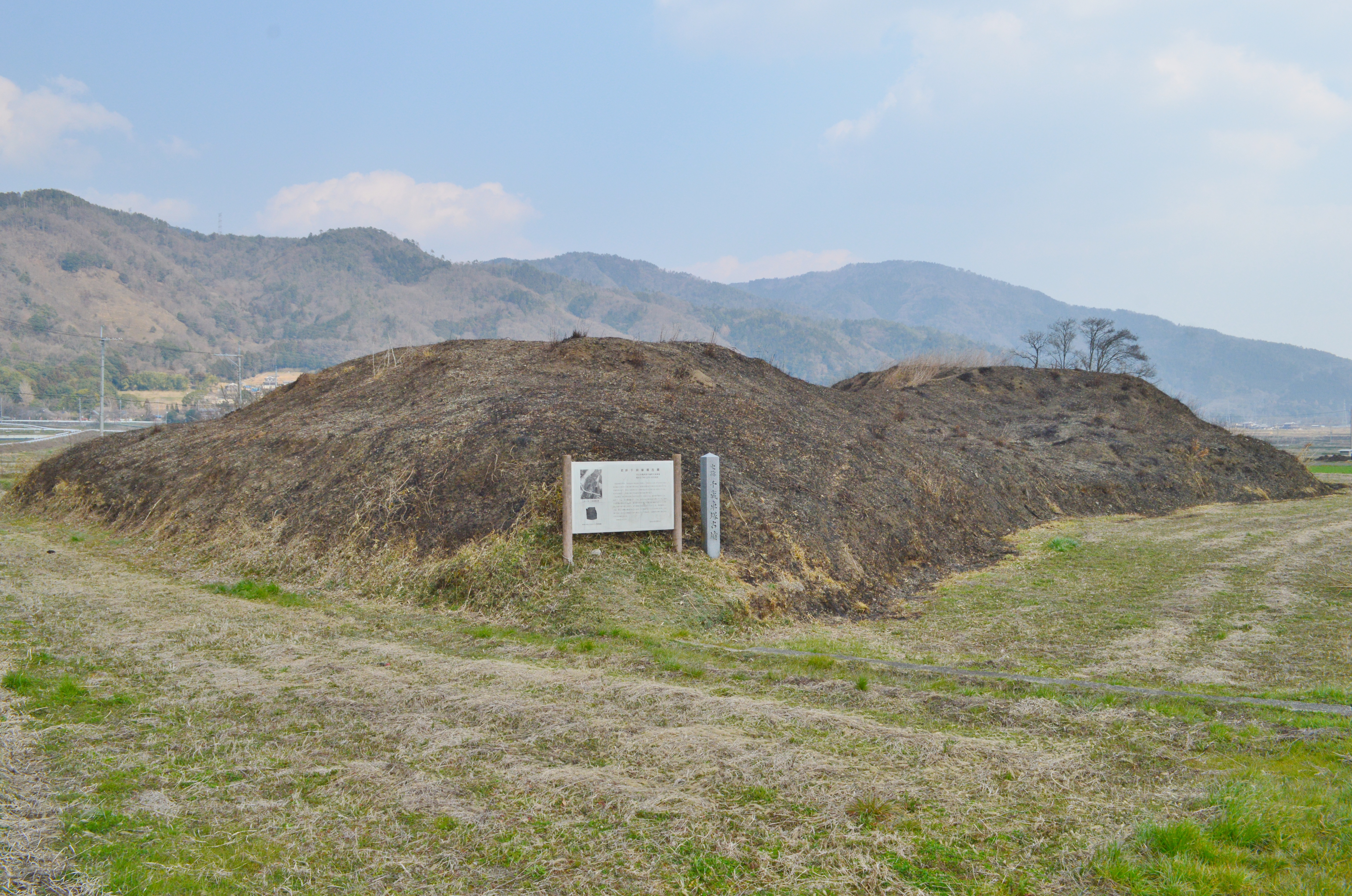
墳丘全景（野焼き後）
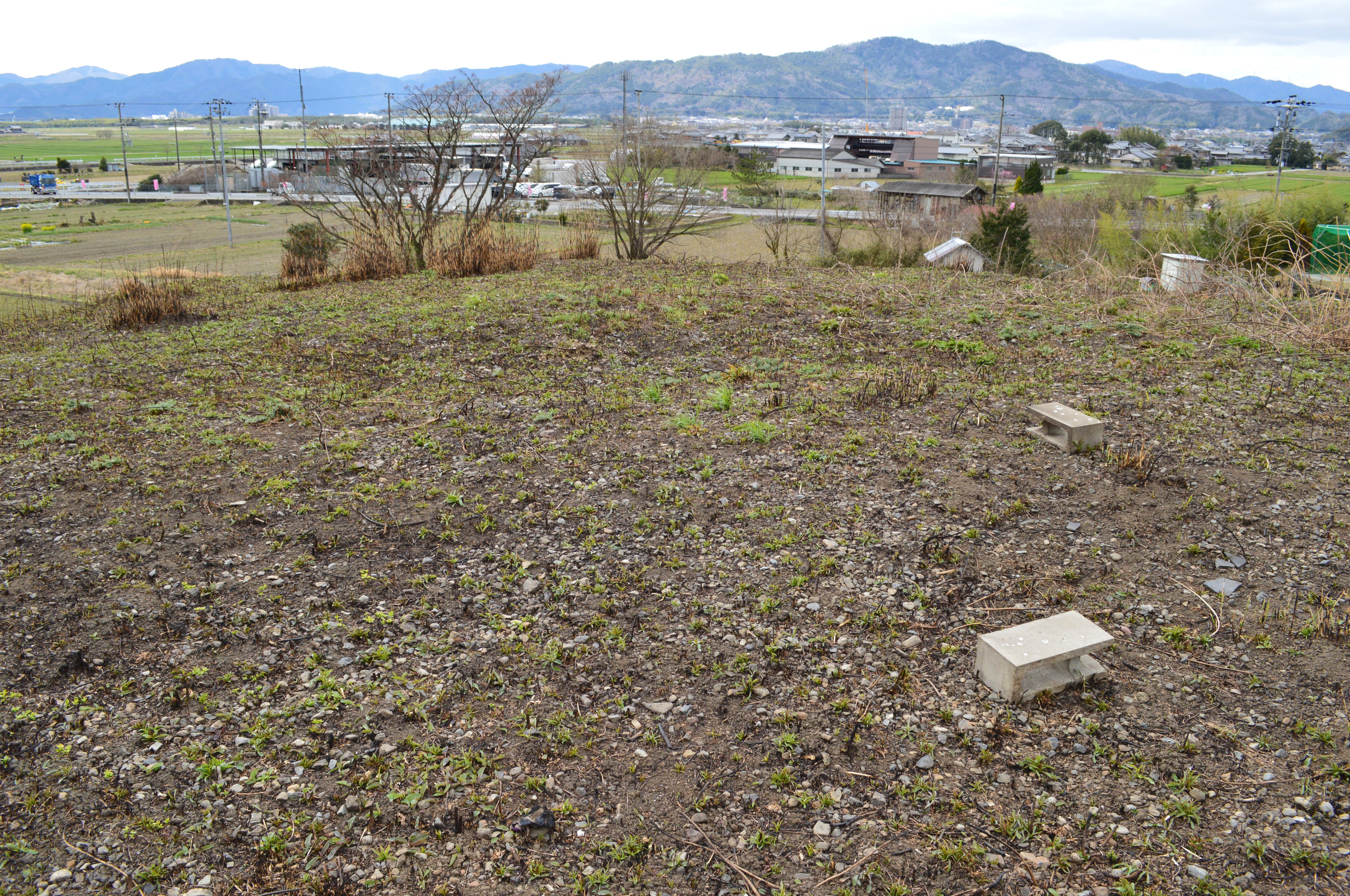
後円部墳頂
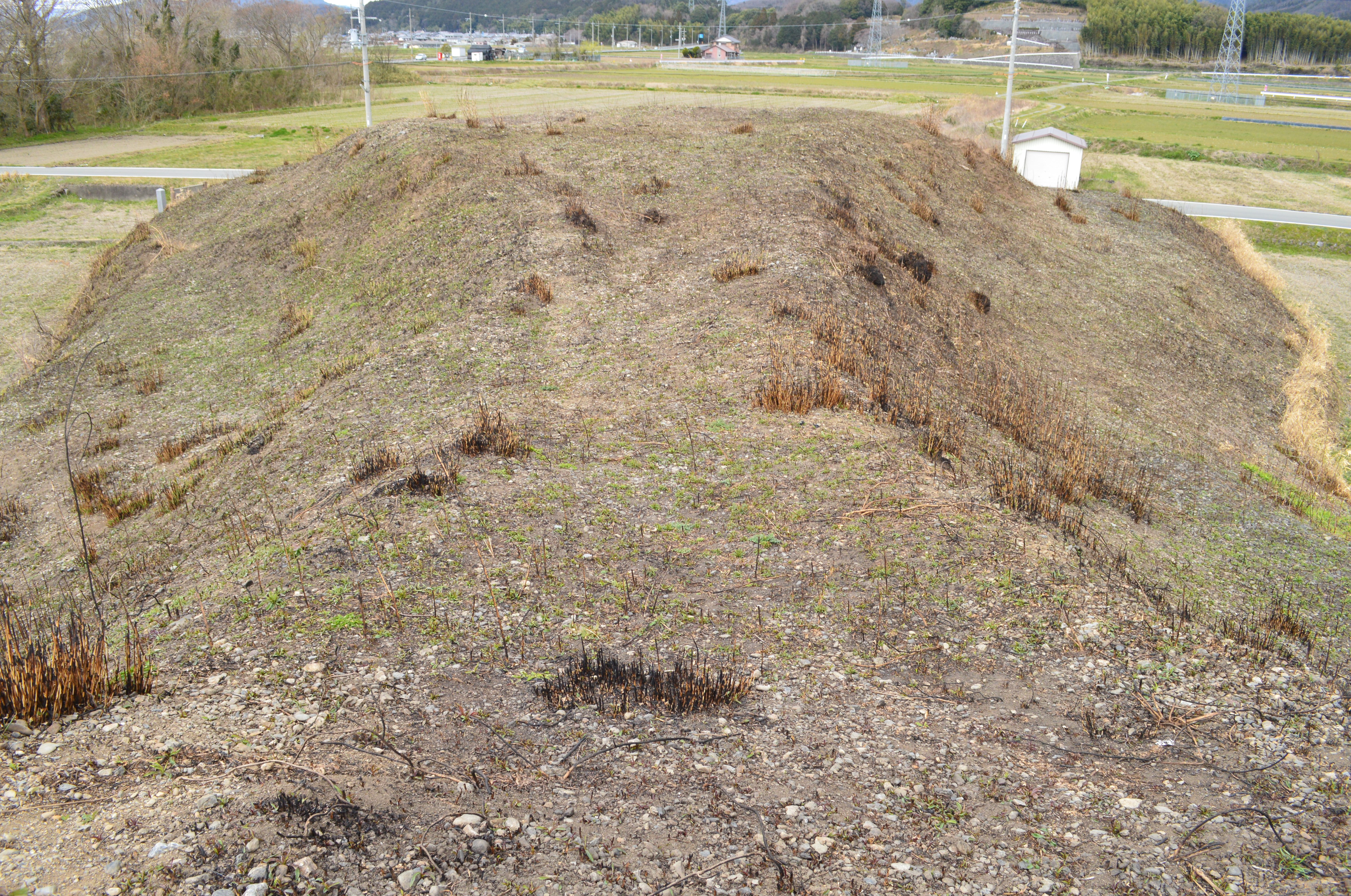
後円部から前方部を望む

## 出土品

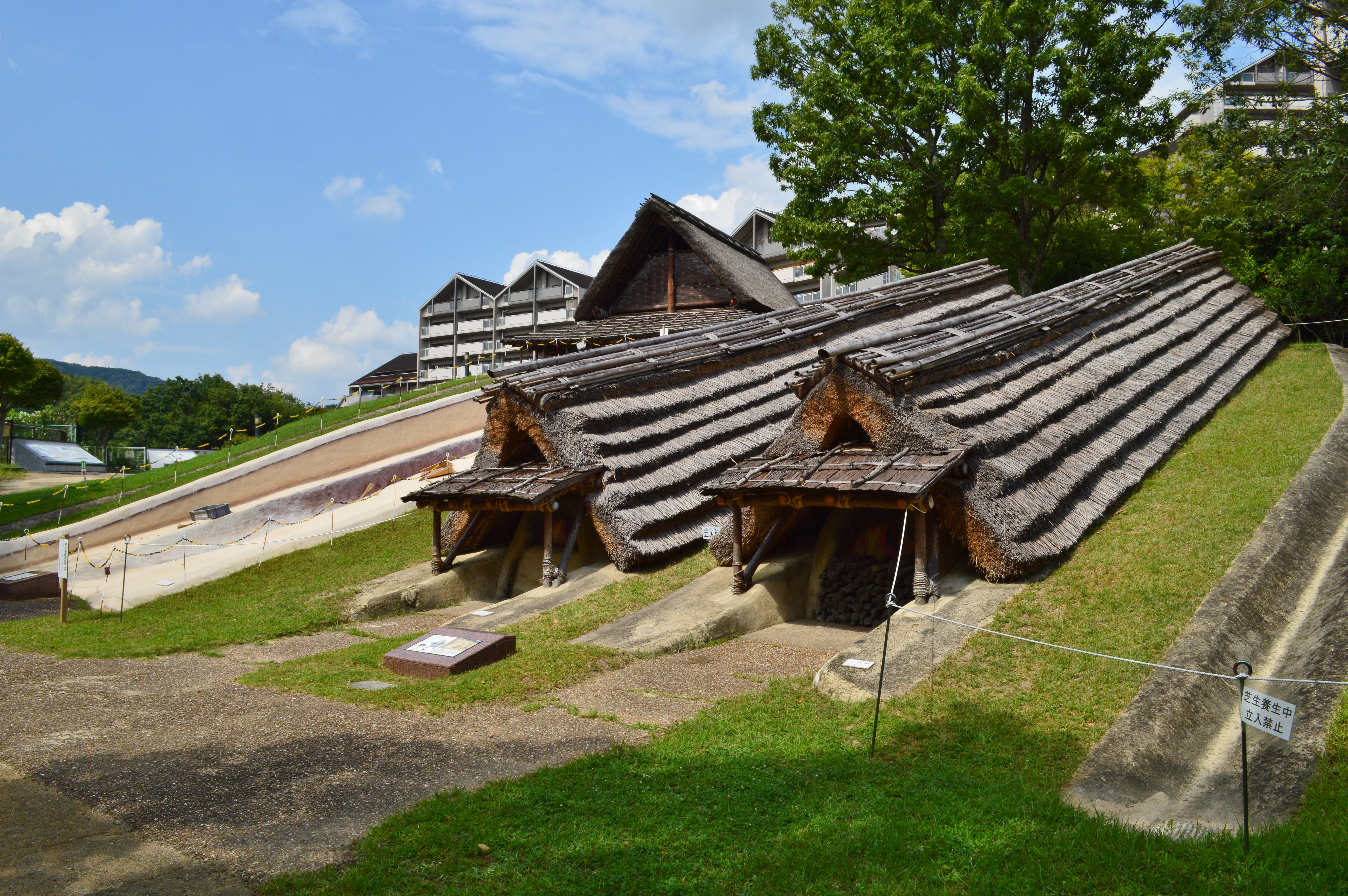
新池埴輪製作遺跡（大阪府高槻市）

発掘調査が少なく出土品は限られるが、後円部において円筒埴輪が採集されている。この円筒埴輪を基に、かつては5世紀（古墳時代中期）頃の築造と推定されていたが、近年の円筒埴輪の再検討によってV期すなわち6世紀前半の築造に推定し直されている。
この円筒埴輪は、土の分析によって新池遺跡（大阪府高槻市）で生産された埴輪と推定される。これは今城塚古墳を初め、西山塚古墳（奈良県天理市）、天王山3号墳（兵庫県神戸市）、母神ひさご塚古墳（香川県観音寺市）、新堂古墳（三重県伊賀市）と同じ埴輪供給地になる。このことはヤマト王権と被葬者との親密な関係を示し、墳形の相違（片直角型・剣菱型）とは異なる様相になる。

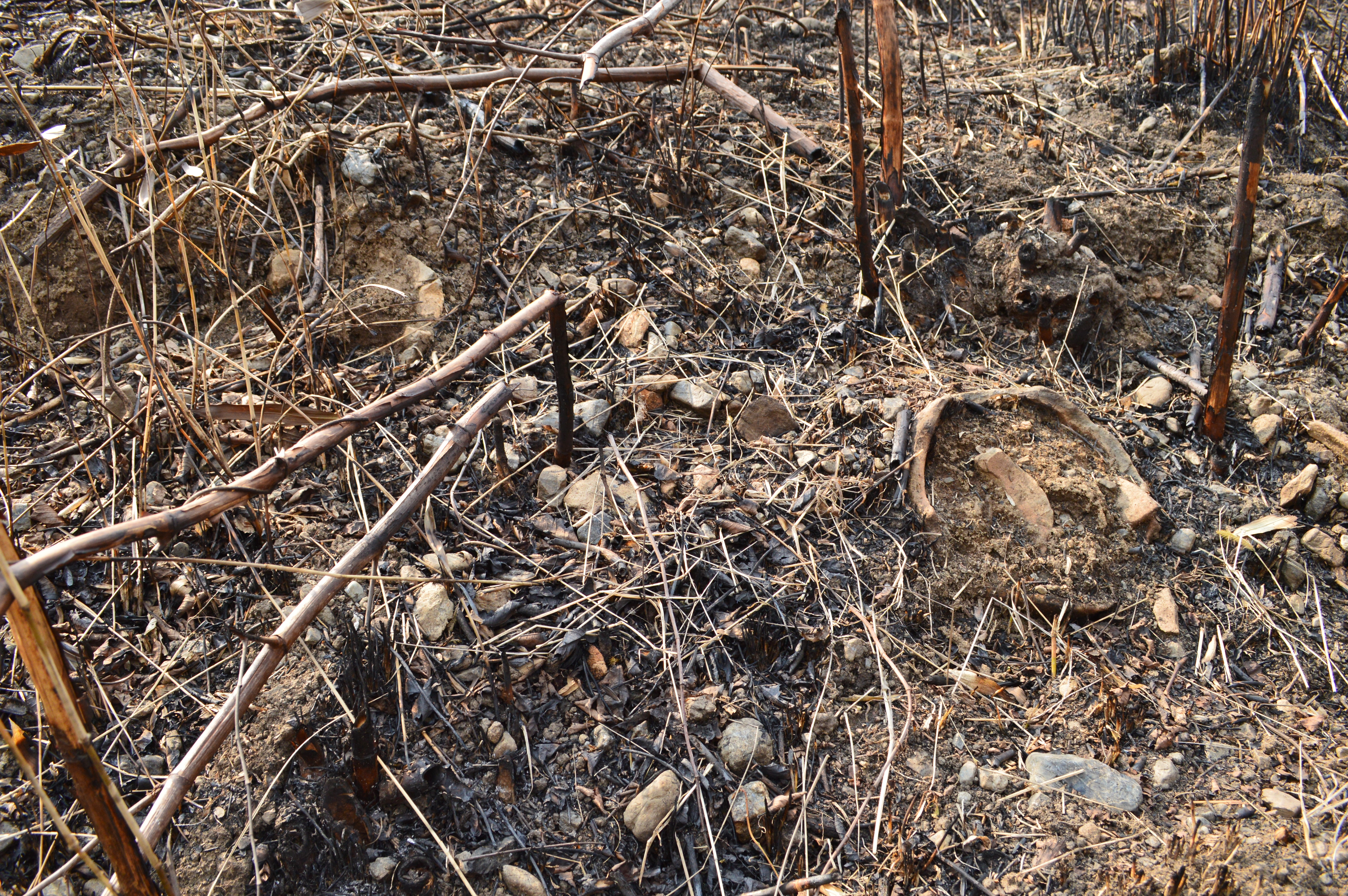
墳丘の埴輪残欠

## 被葬者

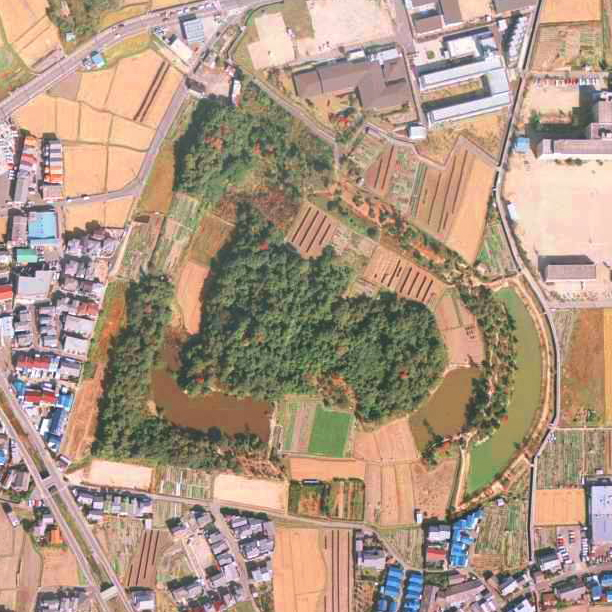
今城塚古墳（大阪府高槻市）6世紀前半の築造で、一説に継体天皇の真陵。
。

本古墳の被葬者は明らかでない。当時としては丹波地方で最大規模であることから、亀岡盆地のみならず南丹波全域を支配した首長墓と推定される。西丹波（篠山盆地）まで支配した広域首長墓とする説もある。
一説では、被葬者は『日本書紀』継体天皇即位前紀に見える王族の倭彦王（やまとひこのおおきみ/やまとひこのおう）に比定される。この倭彦王とは丹波国桑田郡にいたという仲哀天皇（第14代）5世孫で、6世紀初めに武烈天皇（第25代）が後嗣なく崩御した際、男大迹王（のちの第26代継体天皇）とともに皇位継承候補者に挙げられていたが、皇位につくことはなかったという。この倭彦王自体は、実在性の薄い仲哀天皇の後裔であり、かつ名前も「ヤマトヒコ」という普通名詞であることから伝承性の強い人物とされる。しかしこの時期としては近畿地方屈指の規模である千歳車塚古墳の存在を基に、そのモデルとなる皇位継承候補者がクワタ地域にいた可能性が指摘される。
『新修亀岡市史』では千歳車塚古墳の様相を基にして、倭彦王のモデル人物を墳形に見られるようにヤマト王権の血統を受け継ぐ人物と見て、埴輪供給地に見られるように継体天皇とも友好関係にあったが何らかの事情により皇位継承は辞退し、それがのちに「ヤマトヒコ」伝承になったと推測している。そのほかに千歳車塚古墳をこの「ヤマトヒコ」の墓にあてる根拠の1つとして、当地に本古墳の前後に同規模の古墳がないことから、被葬者が一時的に外から来た人物の可能性が高いと指摘する説もある。
以上とは別に『日本書紀』仁徳天皇（第16代）16年7月条では、宮人の桑田玖賀媛（くわたのくがひめ）が故郷の桑田に帰る途中で死去し、今に玖賀媛の墓があると記されている。千歳車塚古墳の年代からは大きく隔たるが、『新修亀岡市史』ではこの伝承もクワタ地域を代表する千歳車塚古墳に基づくものと見て、本古墳の本来の被葬者がわからなくなったのちに玖賀媛の墓が本古墳に擬された可能性を指摘する。
なお千歳車塚古墳の西方に「吉備」という字があることから、地元ではかつて本古墳を元明天皇陵とし、吉備何某がその守をしたとする伝承があった。

## 文化財

### 国の史跡
- 千歳車塚古墳 - 1982年（昭和57年）12月18日指定[8]。

## 関連施設
- 亀岡市文化資料館（亀岡市古世町中内坪） - 千歳車塚古墳の出土埴輪等を展示。

## 関連文献
（記事執筆に使用していない関連文献）
- 「千歳村 車塚古墳」『京都府史蹟勝地調査會報告 第四冊』京都府、1923年。 - リンクは国立国会図書館デジタルコレクション。